# Doménico Poggi Palma
Doménico Poggi Palma (Lima, Perú, 14 de mayo de 1986) es un conductor, actor, director y productor de espectáculos artísticos de nacionalidad peruana. 

## Datos biográficos
Estudió Ciencias de la Comunicación en la Universidad de San Martín de Porres, y Formación actoral con Gustavo Pastor, Armando Machuca y Pipo Gallo. Inició su carrera artística como conductor de televisión en 1999 en el programa Esos Chibolos, magazín semanal de CMD dedicado a la cobertura de entretenimiento juvenil. Esos Chibolos se transmitió hasta diciembre del 2002.
Debutó en teatro profesional en el 2003 como actor protagónico en el montaje teatral Piratas en el Callao. del escritor Hernán Garrido Lecca y bajo la dirección de Pipo Gallo, montaje que años más tarde se convirtió en la primera película peruana animada. 
Estuvo a cargo de producciones como Bienvenidos a los 60´s, con Yvonne Frayssinet y Nicolás Fantinato, Fama el musical y director de Rent. un musical de Broadway que fue presentado por primera vez en el Perú y segunda en Latinoamérica con las actuaciones de Marco Zunino, Karina Jordán, Gustavo Mayer, Tati Alcántara, entre otros artistas. También ha dirigido la versión peruana del musical de Broadway "Los Locos Addams" con Diego Bertie y Fiorella Rodríguez y en el 2015 dirigió a Edgar Vivar y Ricky Tosso en la obra teatral "En el Parque".

## Televisión
- "Esos Chibolos" (1999-2003)

## Teatro
- "Jesucristo Superstar" (2001)
- "El Principito" (2001)
- "Ollantay" (2002)
- "Piratas en el Callao" (2003)
- "El Rey ha regresado" (2005)
- "Los Pintores no tienen recuerdos" (2005)
- "Los muertos se facturan y las mujeres se desnudan" (2005)
- "Pluff el fantasmita" (2005)
- "El Libro de la Selva" (2005)
- "La Bella y la bestia" (2006)
- "Fama" (2006)
- "Bienvenidos a los 60´s" (2008)
- "Rent" (2010 y 2011)
- "Casi Normal" (2011)
- "Los Locos Addams el musical" (2013-2014)
- "En el Parque" (2015)